# Mahi Khalesi

Mahi Khalesi

Mahi Khalesi (Teheran, 24 april 1994) is een Nederlands-Iraanse presentator en voormalig A&R-manager. Ze begon haar carrière in de media op jonge leeftijd en is inmiddels een bekend gezicht en stem binnen de Nederlandse entertainmentindustrie.

## Biografie
Mahi Khalesi werd geboren in Iran en vluchtte op tweejarige leeftijd met haar ouders naar Nederland. Haar interesse in media en entertainment ontstond al vroeg, en op haar 17e zette ze haar eerste stappen in de televisiewereld.

## Carrière
Mahi werkte als A&R-manager bij verschillende platenmaatschappijen, waaronder Sony Music, waar ze samenwerkte met artiesten als Boef, Tabitha, Sarita Lorena en Snelle. Haar invloed binnen de Nederlandse muziekindustrie groeide, en ze speelde een rol in de carrières van diverse succesvolle artiesten.
Naast haar werk in de muziekindustrie maakte Mahi de overstap naar de media en ontwikkelde zich als presentator. Ze is onder meer bekend van:
- It’s Complicated bij NPO FunX, een programma waarin taboes en complexe onderwerpen worden besproken.
- De Woordenschat Podcast op Spotify.
- 'Suhoor Stories' op Radio 1, een programma dat zij presenteert tijdens de ramadan.
- 'Spot On' bij KRO-NCRV, waarin ze jongeren en maatschappelijke thema’s bespreekt.
- 'Jayh & Mahi Show', haar eigen radioshow op NPO FunX, die elk weekend van 16:00 tot 19:00 uur te horen is.

Daarnaast richtte ze het platform WOMXNHOOD op, een talkshow en community die vrouwen in de media- en entertainmentindustrie een stem geeft.

## Andere activiteiten
Mahi zet zich in voor vluchtelingen en migranten, geïnspireerd door haar eigen achtergrond. Ze heeft ook een sterke interesse in muziek, beauty en zelfontwikkeling, met een focus op fashion, make-up en het inspireren van jongeren om achter hun doelen en dromen aan te gaan! 